# Кублин, Олег Васильевич
Олег Васильевич Кублин (род. 3 августа 1960 года) — российский офицер внутренних войск, участник первой чеченской войны, Герой Российской Федерации (20.07.1996). Полковник.

## Биография
Родился 3 августа 1960 года в городе Калининград (ныне Королёв) Московской области. Русский. Окончил среднюю школу.
Во Внутренних войсках МВД СССР с 1977 года. В 1981 году окончил Ленинградское высшее военно-политическое училище имени 60-летия ВЛКСМ МВД СССР.
Служил в Москве, в Отдельной мотострелковой дивизии особого назначения Внутренних войск имени Ф.Э. Дзержинского. Был заместителем командира роты по политической части. С 1989 года — замполит батальона в отряде специального назначения «Витязь» ВВ МВД. 
С конца 1980-х годов многократно находился в служебных командировках в «горячих точках», большей частью на территории Северного Кавказа. В 1990 году во Владикавказе вдвоем с офицером отряда захватил и обезвредил 6 бандитов, угнавших боевую технику. В 1992 году участвовал в локализации осетино-ингушского межнационального конфликта. В одном из рейдов по зоне боев во главе разведгруппы обнаружил и захватил оборудованный на холме мощный ДЗОТ с пулемётом, обезвредив охранявших его боевиков. Затем в том же ДЗОТе отразил атаку свыше 60 боевиков, пытавшихся отбить пленных.
В октябре 1994 года чеченские формирования захватили на территории Ставропольского края около 50 военнослужащих срочной службы, которых содержали на одном из укреплённых блок-постов. Получив информацию о случившемся и действуя по своей инициативе, майор Кублин с группой спецназа внезапно ворвался в блок-пост, захватив в полном составе весь гарнизон с вооружением и несколькими БМП и БТР. Все захваченные солдаты были освобождены. 
В 1994 году окончил Гуманитарную академию Вооруженных Сил РФ.
В составе «Витязя» принимал участие в боях первой чеченской войны. 
В январе 1996 года, когда после налёта на Кизляр возвращавшаяся с заложниками в Чечню банда С. Радуева была заблокирована в селе Первомайское, «витязи» были привлечены к операции. Во главе одной из штурмовых групп Олег Кублин, ставший к тому времени подполковником, проник в село, разведал оборону боевиков. В этом бою лично подавил несколько огневых точек врага и уничтожил троих боевиков. Ведя бой с вражеским пулемётчиком, был тяжело ранен в живот, но даже тогда остался в бою, продолжал командовать бойцами и передавать информацию о противнике. Вынесен с поля боя бойцами в бессознательном состоянии. Долгое время был между жизнью и смертью, но благодаря самоотверженной работе врачей был спасен.
Указом Президента Российской Федерации № 1065 от 20 июля 1996 года за мужество и героизм, проявленные при выполнении воинского долга подполковнику Кублину Олегу Васильевичу присвоено звание Героя Российской Федерации с вручением медали «Золотая Звезда».
В 1997 году О. В. Кублин уволен в запас по состоянию здоровья в звании полковника. Занялся предпринимательской деятельностью по производству сельскохозяйственной и медицинской продукции. 
Награждён орденами Мужества (31.12.1994), «За личное мужество» (11.04.1994), медалями.